# Зіткнення з безоднею (фільм)
«Зіткнення з безоднею» (англ. «Deep Impact») —  американський фантастичний фільм-катастрофа 1998 року режисера Мімі Ледер, який випустили кінокомпанії Paramount Pictures і DreamWorks. Фільм розповідає про героїчну протидію людства падінню комети та про мужність людей і невмирущу надію.
Фільм вийшов за два місяці до іншого фільму «Армагеддон», в якому теж обігрується тема зіткнення малого небесного тіла із Землею. Стрічка вирізняється суттєво кращим науковим підґрунтям, порівняно з «Армагеддоном».
Гасло фільму: «Океани щезнуть, міста впадуть, надія залишиться».
Останній фільм кінематографіста Дітріха Ломанна.

## Сюжет
У травні 1998 року підліток Лео Бейдерман, астроном-аматор, спостерігає невідомий об'єкт у нічному небі. Він надсилає фотографію астроному, доктору Маркусу Вулфу, який розуміє, що це комета, котра прямує на зіткнення з Землею. Вулф поспішає попередити колег, але гине в автокатастрофі.
Через рік журналістка Дженні Лернер розслідує справу про зв'язок міністра фінансів Алана Ріттенгауза з «Еллі», яку вона вважає його коханкою. Журналістка збентежена, що Алан і його родина очевидно збираються кудись переїздити. Її затримує ФБР і веде на зустріч з президентом Томом Беком, який переконує її не ділитися цією історією в обмін на важливу роль на прес-конференції, яку він організує. Пізніше вона дізнається, що «Еллі» насправді є абревіатурою — ELE — що означає «подія рівня вимирання». Через два дні президент оголошує, що комета Вулфа-Бейдермана зіткнеться з Землею через рік і може призвести до вимирання людства. Він розповідає, що Сполучені Штати та Росія будують «Месію» на орбіті, космічний корабель для транспортування команди, яка змінить траєкторію комети за допомогою вибуху ядерних бомб.
«Месія» стартує з екіпажем з п'яти американських астронавтів і одного російського космонавта. Вони сідають на поверхню комети і закладають ядерні бомби глибоко під її поверхнею в свердловини. Та будова комети виявляється не тією, що передбачалося. Вона зміщується в напрямку сонячного світла, в результаті один астронавт сліпне, а іншого викидає в космос гейзером. Вибух замість відхилити комету, розколює її на дві частини, що летять у тому ж напрямі.
Бек оголошує про невдачу місії в телевізійному виступі та запроваджує воєнний стан. Згідно з новим планом, 1 млн американців переживуть падіння уламків, сховавшись у печерах Мерамек у штаті Міссурі. Лернер виграє в лотерею право на проживання в печерах, а родина Бейдерманів отримала його на знак вдячності за відкриття комети, хоча дівчина Лео — Сара, та її родина не обрані. Лео одружується з Сарою, вона отримує право на порятунок, але це не поширюється на її батьків. Тож вона відмовляється їхати без них.
Остання спроба збити уламки за допомогою міжконтинентальних балістичних ракет зазнає невдачі. Стає відомо де впадуть уламки, спричинивши цунамі. Лео покидає підземний притулок і вирушає на пошуки Сари. Він знаходить її на автостраді та веде її та її молодшого брата на височину, де можна уникнути цунамі. Лернер поступається місцем у евакуаційному гелікоптері колезі та її маленькій дочці, а замість цього їде на пляж, де вона примиряється зі своїм батьком.
Фрагмент Бейдермана падає в Атлантичний океан біля мису Гаттерас, штат Північна Кароліна, цунамі запоплює більшу частину східного узбережжя Сполучених Штатів, досягнувши долини річки Огайо, а також вразивши Європу та Африку, що призводить до загибелі мільйонів людей, у тому числі батьків Сари, Лернер і її батька. Лео, Сара та її маленький брат виживають, діставшись до підніжжя Аппалачів.
Екіпаж «Месії» вирішує пожертвувати собою, щоб знищити більший уламок Вулфа. Астронавти спрямовують корабель всередину ущелини, де підривають ядерні бомби, що лишилися. Уламок розривається на дрібніші шматки, що нешкідливо згорають в атмосфері Землі.
Коли цунамі спадає, Бек виступає з промовою перед великим натовпом біля Капітолія, який почали відбудовувати.

## Акторський склад
- Лео Бідерман — Елайджа Вуд — головний герой фільму. Підліток, що першим відкрив комету.
- Дон Бідерман — Річард Шіфф англ. Richard Schiff — батько Лео.
- Сара Хотчнер — Лііліі Собієскі (англ. Leelee Sobieski) — подруга, наприкінці фільму дружина Лео.
- Вікі Хотчнер — Деніс Кросбі (англ. Denise Crosby) — мати Сари.
- Майк Перрі — Майк О'Меллей (англ. Mike O'Malley) — вчитель астрономії Лео і Сари.
- Др. Маркус Вульф — Чарльз Мартін Сміт (англ. Charles Martin Smith) — доктор астрономії, який вичислив орбіту комети.
- Дженні Лернер — Теа Леоні (англ. Téa Leoni) — журналістка, що розслідувала справу E.L.E.
- Робін Лернер — Ванесса Редґрейв — мати Дженні.
- Джейсон Лернер — Максимільян Шелл (англ. Maximillian Schell) — батько Дженні.
- Бет Стенлі — Лаура Іннес (англ. Laura Innes) — спів-працівниця Дженні.
- Ерік Віннекор — Дуграй Скотт (англ. Dougray Scott) — спів-працівник Дженні.
- Том Бек — Морган Фрімен — Президент США.
- Ол Ріттенхаус — Джеймс Кромвелл (англ. James Cromwell) — Міністр фінансів США.
- Кап. Спьоржен Теннер — Роберт Дюваль (англ. Robert Duvall) — капітан корабля «Месія».
- Др. Орен Монеш — Рон Ельдард (англ. Ron Eldard) — командир «Месії».
- Др. Ґас Партенза — Джон Фавро (англ. Jon Favreau) — медичний офіцер «Месії».
- Енді Бейкер — Мері МакКормак (англ. Mary McCormack) — пілот «Месії».
- Марк Саймон — Блер Андервуд (англ. Blair Underwood) — навігатор «Месії».
- Отіс Гефтер — Кертвуд Сміт (англ. Kurtwood Smith) — керівник польотів.

## Виробництво
Ідея фільму виникла наприкінці 1970-х років, коли продюсери Річард Занук і Девід Браун звернулися до Paramount Pictures і запропонували зняти ремейк фільму 1951 року «Коли світи зіштовхнуться». Було завершено кілька сценаріїв, але продюсери не були повністю задоволені жодним із них, і проєкт залишався в «виробничому пеклі» на багато років. У середині 1990-х вони звернулися до режисера Стівена Спілберга, з яким вони створили блокбастер 1975 року «Щелепи», щоб проєкт. Спілберг уже купив у 1993 році права на екранізацію роману Артура Кларка «Молот бога», у якому йдеться про подібну тему астероїда, який летить до Землі, і спроби людства запобігти зіткненню. Спілберг планував продюсувати та зрежисерувати «Молот бога» для своєї студії DreamWorks, але погодився поєднати його з фільмом Занука та Брауна. 1995 року майбутній фільм було анонсовано в періодиці саме як подвійну екранізацію, але в підсумку, після подальшої редакції Майкла Толкіна, жодна з оригінальних робіт не буде зазначена в фінальному творі. Згодом Touchstone Pictures анонсувала власний фільм на подібну тему «Армагеддон», який також планувався до виходу влітку 1998 року. Не бажаючи чекати, продюсери вирішили найняти Мімі Ледер для режисури «Зіткнення з безоднею», а Спілберг виступив виконавчим продюсером. Ледер не знав про створення «Армагеддону».
Кілька вчених працювали науковими консультантами фільму, зокрема астрономи Джин Шумейкер, Керолін Шумейкер, Джош Колвелл і Кріс Лукіні, колишній астронавт Девід Вокер і колишній директор Космічного центру імені Ліндона Б. Джонсона NASA Джеррі Гриффін.

## Музика
Музика для фільму створена Джеймсом Горнером.

## Сприйняття
Фільм отримав змішаний критичний прийом. На підставі 91 огляду, зібраного Rotten Tomatoes, 44 % критиків оцінили фільм позитивно з середньою оцінкою 3,1/5. Оцінки пересічних глядачів також виявилися невисокими — в середньому 43 %. Metacritic дав оцінку 40/100 на основі 20 оглядів.
Пол Клінтон із CNN описав: «Це не жахливий фільм, але він також точно не чудовий. Режисери фільму хочуть, щоб ми переживали за всіх цих людей, але ми ніколи не пізнаємо їх по-справжньому, і немає відчуття неминучої приреченості». При обширному акторському складі, «крім величезного затору, у цьому фільмі немає особливої людської реакції на кінець світу». Критик зауважив, що 1998 року вийшло два схожих фільми про падіння комети, тоді як у 1997 — два фільми про виверження вулкана («Пік Данте» та «Вулкан»).
Дженет Маслін для газети «The New York Times» зазначила, що фільм «має серйозніший, вдумливіший тон, ніж зазвичай вимагає цей жанр», і делікатніший, ніж «Армагеддон». Спецефекти складні, але відносно короткі, включаючи крупні плани на кометі та вражаюче цунамі.
Сайт Bad Astronomy зауважив, що одноразового спостереження комети навряд чи вистачило б для оцінки її траєкторії. Також фахівці критично оцінили ідею самої місії до комети. Зважаючи на те, що комети складаються переважно з льоду, комету Вулфа можна було б бурити в будь-якому місці за допомогою автоматичних бурів. Люди могли б бути присутні для підстраховки, але їм не обов'язково було виконувати буріння особисто. Спричинене падінням уламка комети цунамі мало б руйнівніші наслідки, після яких не лишилося б ніяких руїн, схожих на показані в фіналі.

## Касові збори
«Зіткнення з безоднею» дебютував у північноамериканському прокаті з $ 41 млн з продажу квитків. Фільм зібрав загалом $140 млн у Північній Америці і ще $209 млн в усьому світі на загальну суму $349 млн. Попри конкуренцію влітку 1998 р. з фільмом-катастрофою аналогічної тематики — «Армагеддон» (який коштував майже вдвічі більше, ніж «Зіткнення з безоднею»), окупивши виробничий бюджет майже в 3,9 рази, «Зіткнення з безоднею» став ще касовішим хітом, зібравши в 4,3 рази більше, ніж витратили на виробництво. Паралельно він став найкасовішим фільмом режисера-жінки і залишався таким протягом десяти років, поки рекорд не був побитий «Сутінками» в 2008 році.